# Červenica pri Sabinove (przystanek kolejowy)
Červenica pri Sabinove – czynny przystanek kolejowy we wsi Červenica pri Sabinove w powiecie Sabinov w kraju preszowskim na Słowacji.